# بارسلونت
بارسلونت یکی ازشهر‌های کوچک پروانس آلپ کوته دآزور در جنوب فرانسه می‌باشد.

## جغرافیا
این شهر در میان کوه‌های آلپ جنوبی فرانسه قرار دارد. از طرف شمال همسایه دپارتمان آلپ د اوت پروانس، از شرق در چند قدمی شمال ایتالیا قرار دارد. بارسلونت شهری است کوهستانی با ارتفاع۱۱۳۵ متر ارتفاع از سطح دریا که خود را در قلب دره اوبای می‌یابد.

## آب و هوا
دره اوبای را کوه‌های آلپی محاصره کرده به همین دلیل شهر بارسلونت نیز داری آب و هوای کوهستانی می‌باشد. بادها به دلیل رشته کوه‌ها نسیم گون می‌مانند گرچه در زمستان به دلیل ارتفاع کمی تند تر می و زند. در کل این منطقه داری ۳۰۰ روز آفتابی در سال و میانگین باران سالانه به ۷۰۰ میلیمتر می‌رسد

## آموزش و پرورش
اولین مدرسه عمومی در سال ۱۸۳۳ در شهر بارسلونت ساخته شد، این مدرسه تا سال ۱۸۸۸ کار می‌کارد و بعد از آن به شهر دین انتقال یافت. در سال ۱۹۱۹ اولین دبیرستان جای خود را در مدرسه راهنمای سان موریس باز کرد که را آندره هنورا نامیدند.
در حال حاضر این شهر داری ۳ مدرسه می‌باشد ۲ مدرسه ابتدای یک عمومی و دیگر شخصی، و مدرسه آندره آندره هنورا که از اول دوره راهنمایی تا آخر دبیرستان در ان تدریس می‌شود. این مدرسه همچنین داری یک خوابگاه برای دانش آموز‌های است که از راه دور می‌آیند.

## شهرهای خواهر خوانده
از سال ۲۰۰۵ به بعد این شهر خواهر خوانده وال د براوی مکزیک است

## ورزش زمستانی
ایستگاه اسکی پرالوو با داشتن ۱۸۰ کیلومتر پیست اسکی در ۷ هفت کیلومتری این شهر قرار دارد، البته این تنها ایستگاه نیست نزدیک تر در ۵ کیلومتری ایستگاه سوز قرار دارد. این دو ایستگاه هر از گاهی میزبان مسابقه‌های اسکی بین الملی و اروپای می‌باشد. فراموش نشود که ایستگاه کوچک اسکی سنت ان نیز هست.

## اقتصاد
هوای سرد، نبود کشت زارها منظم و داشتن مکان‌های گردشگری و ایستگاه‌های زمستانی اقتصاد این منطقه به صنعت گردشگر وابسته کرده‌است.

## نگارخانه

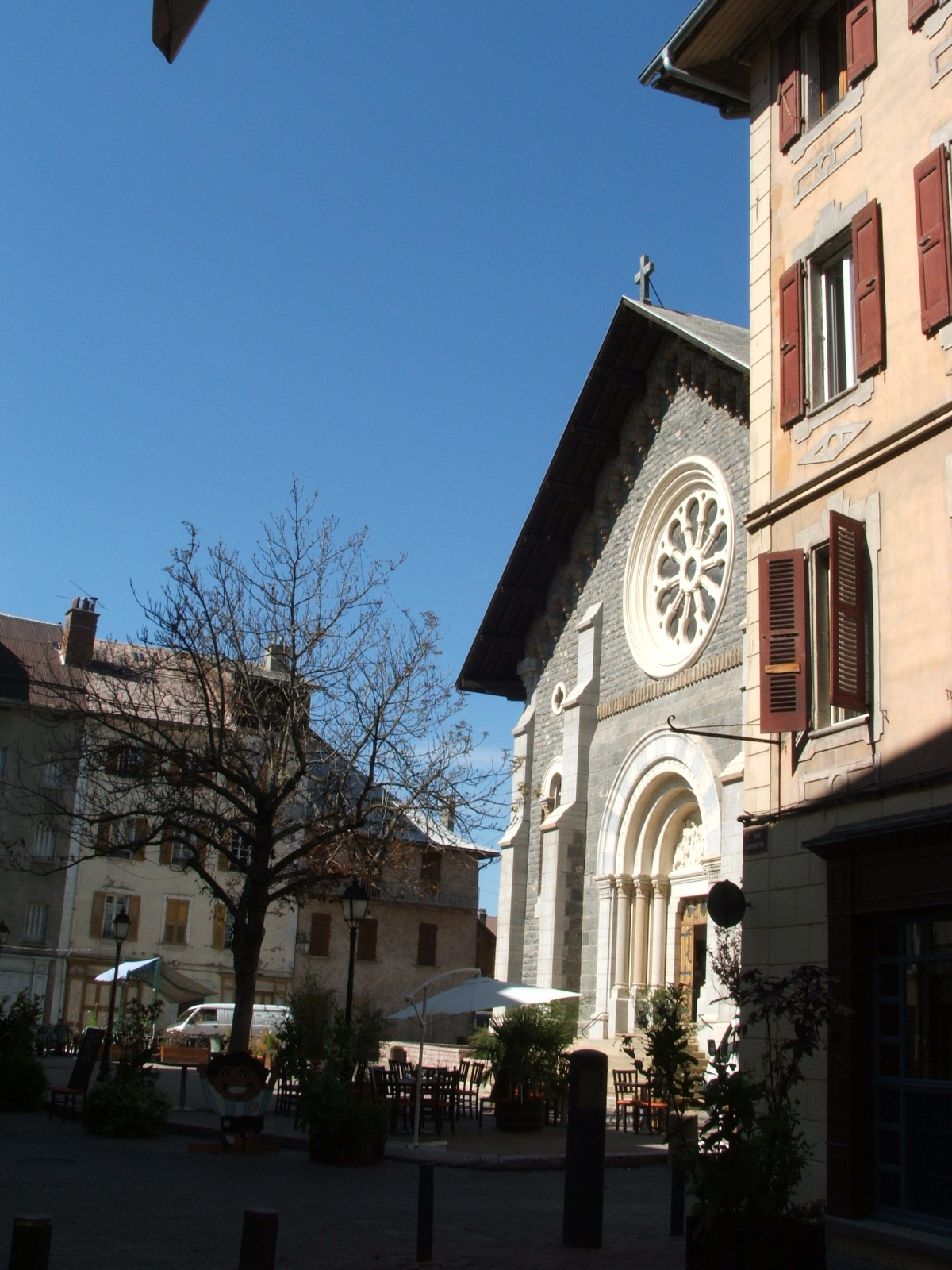
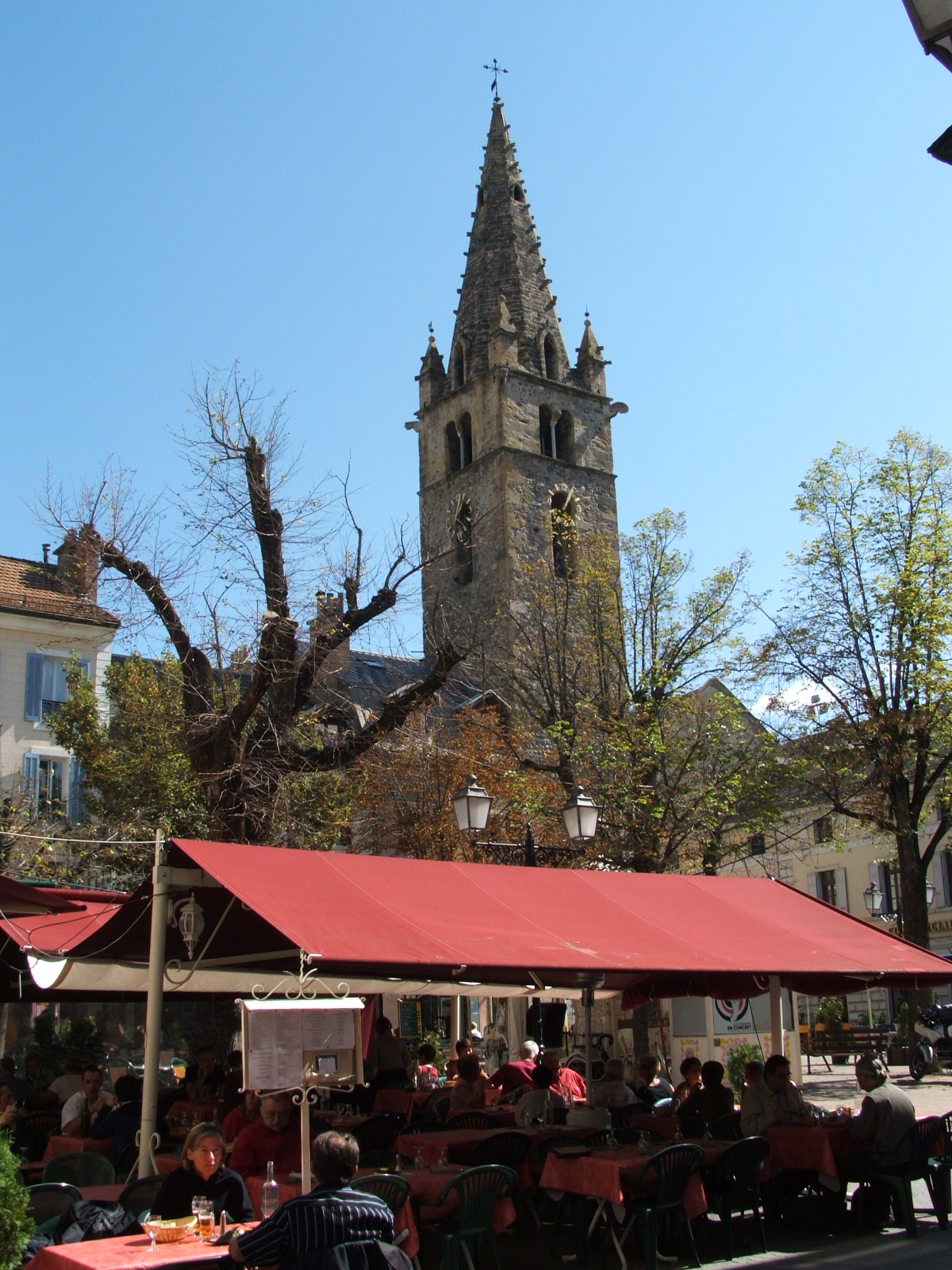
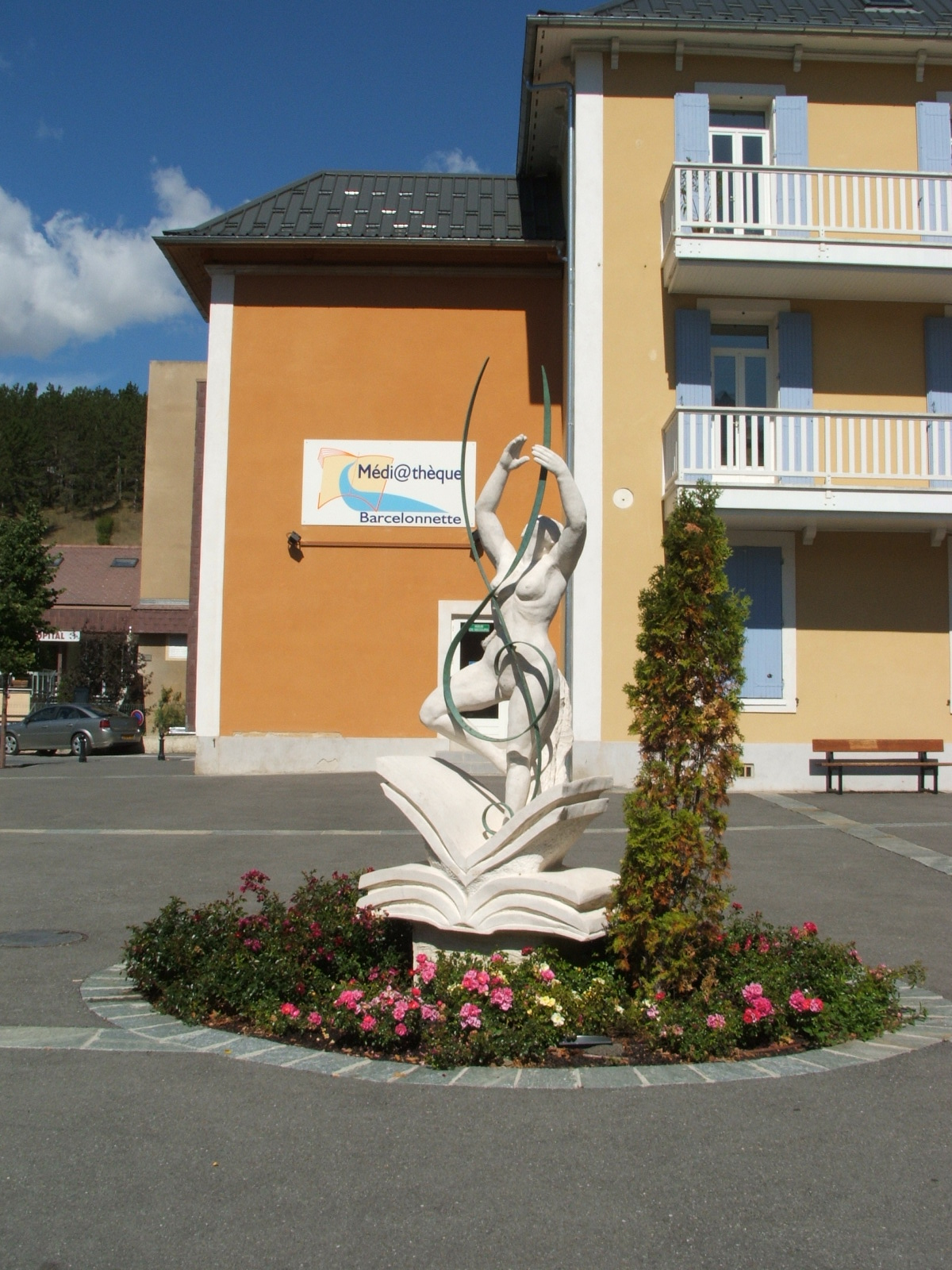
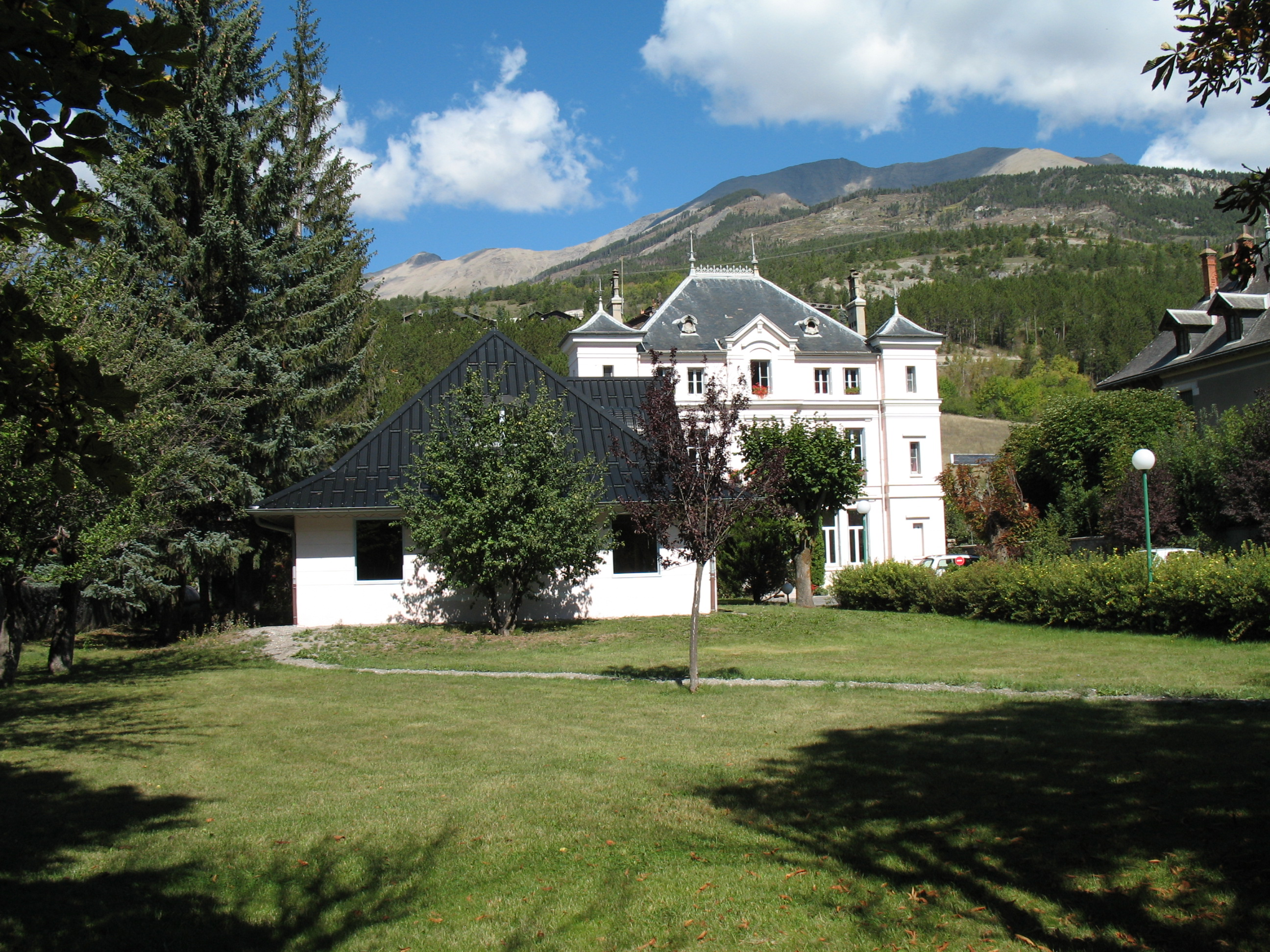